# Present Arms in Dub
Present Arms in Dub è un album di remix degli UB40, pubblicato nell'ottobre 1981. L'album contiene 8 remix strumentali di tracce prese dall'album Present Arms e dalla bonus track presente nel 12", le uniche tracce che mancano dell'album originale sono "Don't Let It Pass You By"/"Don't Slow Down".
Questo fu il primo album dub a raggiungere la classifica UK 40.

## Tracce
1. "Present Arms in Dub"
2. "Smoke It" ("Dr X")
3. "B-line" ("Lamb's Bread")
4. "Kings Row" ("Sardonicus")
5. "Return of Dr X" ("Don't Walk on the Grass")
6. "Walk Out" ("Wildcat")
7. "One in Ten"
8. "Neon Haze" ("Silent Witness")

L'elenco delle tracce mostra come i nomi delle tracce siano quasi sempre diverse da quelli usati in Present Arms.